# Sturisomatichthys aureus
Espèce
Synonymes
- Loricaria aurea Steindachner 1900
- Sturisoma aureum Steindachner 1900

Sturisomatichthys aureus est une espèce de poissons-chats de la famille des loricariidés.